# Leptomastidea pondo
Leptomastidea pondo är en stekelart som beskrevs av Prinsloo 2001. Leptomastidea pondo ingår i släktet Leptomastidea och familjen sköldlussteklar. Inga underarter finns listade i Catalogue of Life.